# СССР В-7 (Челюскинец)
СССР В-7  (Челюскинец) — советский дирижабль полужёсткого типа, построенный «Дирижаблестроем» на дирижаблестроительной верфи, находившейся на территории современного города Долгопрудного.

## Описание
СССР В-7 строился одновременно с дирижаблем СССР В-6 (Осоавиахим).
В честь успешного завершения операции по спасению экипажа затонувшего парохода «Челюскин» строящемуся дирижаблю в июне 1934 года было решено присвоить наименование «Челюскинец».
Вопреки встречающимся в некоторых источниках сведениям, В-7 никогда не поднимался в воздух. Лётные испытания дирижабля, назначенные на 16 августа 1934 года, были отложены на следующий день из-за плохой погоды. Вечером того же дня эллинг, в котором находился В-7, сгорел. В огне погибли также находившиеся в эллинге в разобранном виде дирижабли В-4 и В-5. По официальной версии, причиной пожара явилась молния, попавшая в эллинг.
В 1935 году по тому же проекту (с некоторыми изменениями) был построен дирижабль СССР В-7 бис.